# 奧特穆胡夫

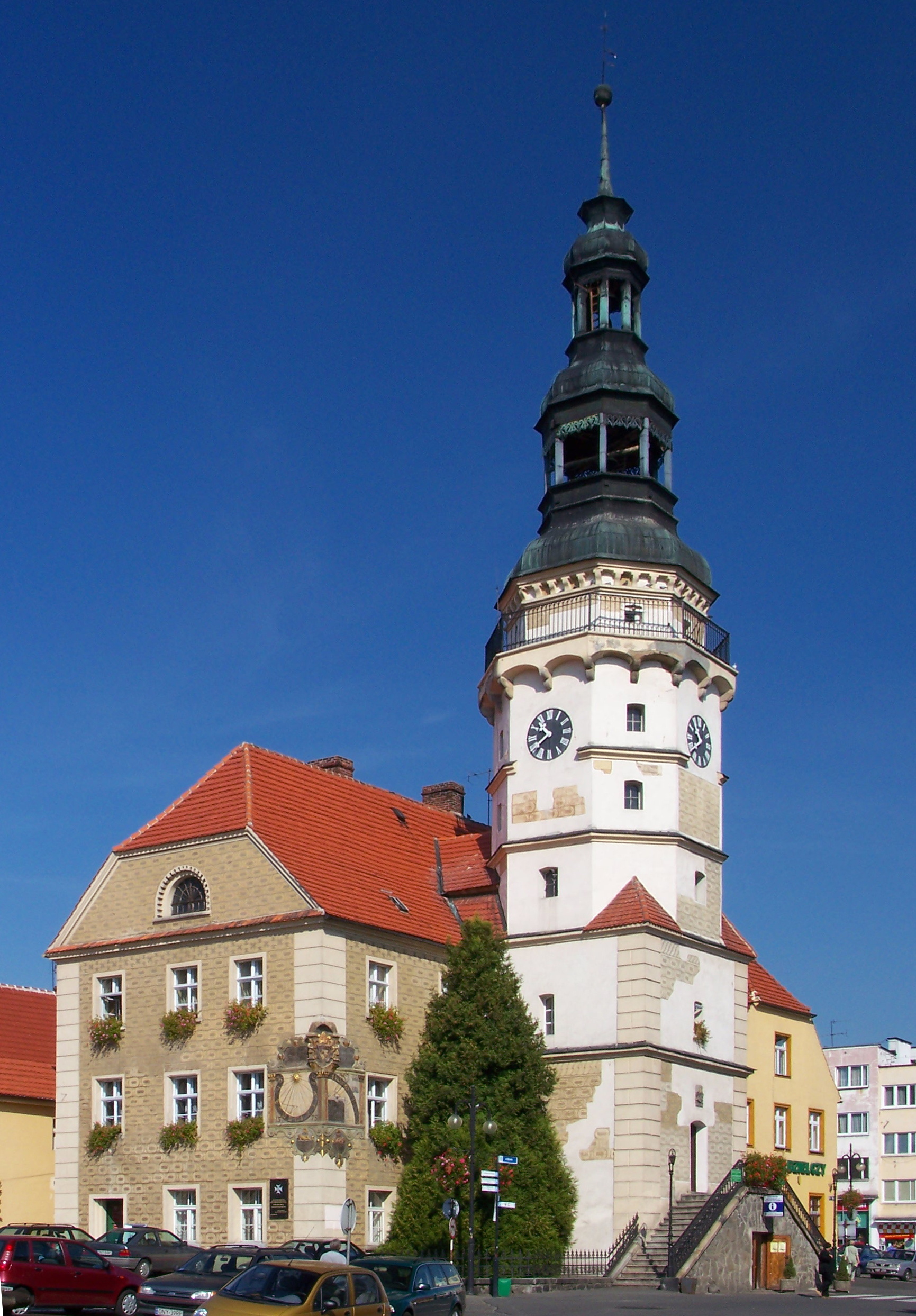

奧特穆胡夫是波蘭的城鎮，位於該國西南部，由奧波萊省負責管轄，面積27.83平方公里，海拔高度220米，鎮上蓄水量1.4億立方米的人工水庫在1933年竣工，2006年人口5,261。

## 外部連結
- Jewish Community in Otmuchów （页面存档备份，存于） on Virtual Shtetl

50°28′N 17°10′E / 50.467°N 17.167°E